# Remei González Manzanero
Remei González Manzanero (Barcelona, 1990) és una poetessa catalana en llengua castellana. És graduada en Filologia Hispànica i màster en Ciència Cognitiva i Llenguatge. El seu primer poemari La verdad que no vemos va guanyar el XVI Premio Águila de Poesía, d'Aguilar de Campoo (Palència) 2020. Al 2021 va guanyar el II Certamen de Poesia de La Equilibrista, publicant Habitantes de un paraíso minúsculo. Al 2022 va guanyar el 2n. premi de poesia II Agustín Sánchez Rodrigo-Villa de Serradilla, Càceres, amb Desrealizaciones y certidumbres.

## Obra poètica[4]
- La verdad que no vemos. Ajuntament d'Aguilar de Campoo, Palència, 2020.[1]
- Habitantes de un paraíso minúsculo. La Equilibrista, 2022.[5][6]
- Desrealizaciones y certidumbres. Herratas i Ajuntament de Serradilla, Càceres, 2022.[7]

## Premis i reconeixements
- Segon premi de poesia II Certamen Literari Agustín Sánchez Rodrigo-Villa de Serradilla (Herratas Ediciones-Ajuntament de Serradilla, Càceres) 2022 pel poemari Desrealizaciones y certidumbres.[3][7]
- Accèsit XXXII Certamen Nacional Calamonte Joven (Ajuntament de Calamonte) 2022 pel poema Besos.[8]
- Premi de Poesia de La Equilibrista 2021 pel poemari Habitantes de un paraíso minúsculo.[9]
- XVI Premi Águila de Poesía 2020, pel poemari La verdad que no vemos (Ajuntament d'Aguilar de Campoo, Palencia).[10][11][12]
- Finalista al III Premio de Microrrelato IASA Ascensores 2019 amb el microrrelat La resignación del aire (metamorfosis).[13]

La seva obra poètica ha estat finalista de diversos premis, com ara el Premi Internacional de Poesía José Antonio Santano (Ajuntament de Baena), el Certamen de Letras Hispánicas Rafael de Cózar (Universidad de Sevilla), el Premi Tomás Morales (Cabildo de Gran Canaria), el Certamen de Poesia Manuel Garrido Chamorro (Ajuntament de Martos) o el Premi Gerardo Diego de Poesía (Diputació de Soria).